# Walter J. Kohler (politico 1875)
Walter Jodok Kohler senior (Sheboygan, 3 marzo 1875 – Sheboygan, 21 aprile 1940) è stato un imprenditore e politico statunitense. Fu il 26º governatore del Wisconsin dal 1929 al 1931 e il presidente della Kohler, un'azienda manifatturiera fondata da suo padre John Michael Kohler nel 1873. Era il padre di Walter Jodok Kohler Junior, anch'egli poi diventato governatore del Wisconsin.

## Biografia
Walter Kohler nacque il 3 marzo 1875 a Sheboygan, nel Wisconsin, terzo di sei figli nati dall'industriale John Michael Kohler II (1844-1900) e sua moglie, Lillie Vollrath (1848-1883). John Michael era a capo di una prospera azienda che vendeva prodotti per l'industria del ferro e dell'idraulica. Anche il padre di Lillie era un ricco uomo d'affari locale.
Walter crebbe nella casa di famiglia a Sheboygan. La sua frequentazione scolastica si fermò all'ottavo anno quando a 15 anni convinse suo padre ad assumerlo a tempo pieno nell'azienda.
Cinque anni dopo la morte del padre, avvenuta nel 1900, Walter, 30 anni, rilevò quella che sarebbe stata poi denominata Kohler Company. Pochi giorni prima che suo padre morisse, Walter sposò Charlotte Henrietta "Lottie" Schroeder (1869-1947), una maestra di scuola di Kenosha.  Ebbero quattro figli: John Michael Kohler III (1902-68), Walter Jodok Jr. (1904-76), Carl James (1905-60) e Robert Eugene (1908-90).
Nei primi anni '20, Walter costruì una tenuta lussuosa chiamata Riverbend vicino alla fabbrica di famiglia in quello che ora è il villaggio di Kohler, 6 km a ovest di Sheboygan. 
Kohler era molto attivo nelle questioni civiche e nella politica del Partito Repubblicano (GOP), ma dedicava comunque molto del suo tempo alla sua azienda in crescita. La grande depressione, due sconfitte elettorali, un violento sciopero aziendale e una causa federale lo danneggiarono comunque gravemente. Morì nel 1940 e le redini aziendali passarono al fratellastro di Walter, Herbert Vollrath Kohler (1891-1968), che aveva passato gran parte della sua vita a lavorare nella fabbrica.

### Carriera aziendale
La società Kohler crebbe rapidamente all'inizio del XX secolo, sviluppando nuovi prodotti come la prima vasca da bagno integrata in un unico pezzo. Nel 1914, la società impiegava 950 persone e aveva uffici vendite in quattro grandi città americane e a Londra. Durante la prima guerra mondiale, la compagnia passò alla produzione di materiali bellici ma negli anni '20 ampliò la sua linea di prodotti mettendo in commercio, tra le altre cose, una lavastoviglie a motore, una lavatrice elettrica e un generatore a benzina. Kohler creò quella che al tempo poteva essere considerata la più grande fabbrica di ceramiche al mondo per produrre in serie servizi igienici e lavandini.
Kohler ridusse le ore di lavoro per i suoi dipendenti, pagava salari superiori alla media, assicurava la vita di gruppo e l'assicurazione sanitaria e gli eventuali risarcimenti per i lavoratori. A partire dal 1917, il suo piano per un vicino complesso residenziale per gli operai della Kohler iniziò a diventare realtà. Il Kohler Village, un'area di circa 12 chilometri quadrati, fu progettato per offrire un'abitazione di alta qualità a prezzi accessibili in una comunità bella e razionale. L'anno seguente, la società aprì l'American Club dall'altra parte della strada rispetto alla fabbrica principale, una struttura abitativa e ricreativa in stile Tudor per circa 250 immigrati appena arrivati.
La Grande Depressione costrinse comunque la Kohler a rallentare la produzione e a limitare le ore. Kohler cercò di mantenere buone retribuzioni per i suoi impiegati ma i tagli furono necessari e ciò portò ad una certa impopolarità. Nel 1934, alcuni impiegati di lunga data e diversi dirigenti sindacali esterni si unirono per organizzare un grande sciopero, uno di quelli che portò, tra le altre cose, anche alla legge Wagner, un decreto che incoraggiava l'organizzazione collettiva dei lavoratori e restringeva i campi di azione degli industriali.

### Carriera politica
Walter J. Kohler fu scelto dai repubblicani come candidato governatore nel 1928. Il Partito Repubblicano aveva dominato il Wisconsin sin dalla sua fondazione a metà del diciannovesimo secolo e vincere la nomina del Partito equivaleva sostanzialmente ad una quasi sicura elezione. 
Kohler intraprese una vigorosa campagna, pubblicizzando spesso il suo successo negli affari e invitando gli elettori alla sede della Kohler per vedere di persona le condizioni di lavoro e il villaggio industriale.
Walter fu il primo candidato politico a viaggiare attraverso lo stato in aereo. I progressisti lo condannarono per il suo atteggiamento antisindacale ma era palese anche il fatto che i salari della Kohler erano nettamente superiori rispetto alla media statale, che il 92% di tutti gli uomini sposati che lavoravano alla Kohler possedeva un proprio terreno ed una propria abitazione, e che il 75% di loro possedeva anche una propria auto.
Kohler vinse la nomination con un ampio margine. Durante la sua legislazione riuscì ad eliminare un ampio deficit e a snellire la burocrazia statale. Inoltre costruì strade e parchi statali e mantenne basse le tasse. Ma la Grande Depressione pose fine alla sua carriera politica. Kohler sembrava troppo simile al suo amico Herbert Hoover e la maggior parte degli elettori voleva cambiare. Il progressista Philip La Follette vinse le primarie e le elezioni nel 1930, unendosi ai due senatori progressisti dello stato in un tentativo popolare di porre fine al collasso finanziario che stava portando il caos in tutta la nazione e in gran parte del mondo.
Kohler corse di nuovo nel 1932 e vinse la nomination come governatore. Espresse un forte sostegno per il presidente Hoover, una tattica che lo portò alla sconfitta. La carriera politica di Walter si concluse mentre sia i progressisti che i democratici trassero vantaggio dalla forte crisi economica che tra l'altro aveva permesso a Franklin D. Roosevelt di arrivare alla Casa Bianca.